# Michalis Lountzis
Michalis Lountzis (grego:Μιχάλης Λούντζης) (Atenas, 4 de agosto de 1998) é um basquetebolista profissional grego que atualmente joga na HEBA Basket Trikala Aries. O atleta possui 1,98m e atua na posição armador. 